# ヒルベルト・サミュエル関数
可換環論において可換ネーター局所環 A 上有限生成な 0 でない加群 M と A の準素イデアル I のヒルベルト・サミュエル関数 (Hilbert–Samuel function) は、David Hilbert と Pierre Samuel にちなんで名づけられているが、写像 {\displaystyle \chi _{M}^{I}\colon \mathbb {N} \rightarrow \mathbb {N} } であってすべての {\displaystyle n\in \mathbb {N} } に対して
{\displaystyle \chi _{M}^{I}(n)=\ell (M/I^{n}M)}
であるようなものである、ただし {\displaystyle \ell } は A 上の長さを表す。それは伴う次数加群 {\displaystyle \operatorname {gr} _{I}(M)} のヒルベルト関数と恒等式
{\displaystyle \chi _{M}^{I}(n)=\sum _{i=0}^{n}H(\operatorname {gr} _{I}(M),i),}
によって関連付けられる。十分大きい {\displaystyle n} に対して、それは次数が {\displaystyle \dim(\operatorname {gr} _{I}(M))} に等しい多項式関数と一致する。

## 例
二変数の形式的冪級数の環 {\displaystyle k[[x,y]]} を自身の上の加群と考え順序によって次数付け、イデアルを単項式 x2 と y3 によって生成されたものとすると、
{\displaystyle \chi (1)=1,\quad \chi (2)=3,\quad \chi (3)=5,\quad \chi (4)=6{\text{ and }}\chi (k)=6{\text{ for }}k>4.}

## 次数の制限
ヒルベルト関数とは違って、ヒルベルト・サミュエル関数は完全列に対して加法的でない。しかしながら、アルティン・リースの補題の結果として、それはなお加法的であることにある程度近い。{\displaystyle P_{I,M}} でヒルベルト・サミュエル多項式を表記する。すなわち、それは十分大きい整数に対してヒルベルト・サミュエル関数と一致する。
{\displaystyle (R,m)} をネーター局所環とし、I を m-準素イデアルとする。
{\displaystyle 0\to M'\to M\to M''\to 0}
が有限生成 R-加群の完全列で、{\displaystyle M/IM} の長さが有限であれば、
{\displaystyle P_{I,M}=P_{I,M'}+P_{I,M''}-F}
ただし F は次数が {\displaystyle P_{I,M'}} の次数よりも真に小さい多項式で、正の leading coefficient をもつ。とくに、{\displaystyle M'\simeq M} であれば、 {\displaystyle P_{I,M''}} の次数は {\displaystyle P_{I,M}=P_{I,M'}} の次数よりも真に小さい。
証明： 与えられた完全列を {\displaystyle R/I^{n}} でテンソルして核を計算すると、完全列
{\displaystyle 0\to (I^{n}M\cap M')/I^{n}M'\to M'/I^{n}M'\to M/I^{n}M\to M''/I^{n}M''\to 0}
を得、これから
{\displaystyle \chi _{M}^{I}(n-1)=\chi _{M'}^{I}(n-1)+\chi _{M''}^{I}(n-1)-\ell ((I^{n}M\cap M')/I^{n}M')}.
右辺第三項はアルティン・リースによって評価できる。実際、補題によって、大きい n とある k に対して、
{\displaystyle I^{n}M\cap M'=I^{n-k}((I^{k}M)\cap M')\subset I^{n-k}M'.}
したがって、
{\displaystyle \ell ((I^{n}M\cap M')/I^{n}M')\leq \chi _{M'}^{I}(n-1)-\chi _{M'}^{I}(n-k-1)}.
これは望んだ次数の制限を与える。